# Druga Liga 1958-1959
La Druga savezna liga FNRJ 1958-1959, conosciuta semplicemente come Druga liga 1958-1959, fu la 13ª edizione della seconda divisione del campionato jugoslavo di calcio. 
Dopo tre edizioni basati sulle "Leghe di zona" (in serbocroato Zonske lige), gironi non più divisi in contorni ben definiti, si passa ad un format su due gironi Ovest ed Est (Zapad e Istok). Nel girone occidentale sono inserite le squadre provenienti da Slovenia, Croazia e Bosnia Erzegovina, mentre in quello orientale quelle da Serbia, Montenegro e Macedonia.

## Provenienza
| Slovenia | Croazia | Bosnia Erzegovina                                 | Serbia                                                                      | Serbia                                                                  | Serbia    | Montenegro          | Macedonia    |
| Slovenia | Croazia | Bosnia Erzegovina                                 | Voivodina                                                                   | Serbia Centrale                                                         | Kosovo    | Montenegro          | Macedonia    |
| -------- | --- | ------------------------------------------------- | --------------------------------------------------------------------------- | ----------------------------------------------------------------------- | --------- | ------------------- | ------------ |
| - Odred  | - Borovo - Elektrostroj Zagabria - Lokomotiva Zagabria - Proleter Osijek - Sebenico - RNK Spalato - Trešnjevka - NK Zagabria | - Borac Banja Luka - Rudar Kakanj - Sloboda Tuzla | - Novi Sad - Proleter Zrenjanin - Radnički Sombor - Spartak Subotica - Srem | - Napredak Kruševac - OFK Belgrado - Radnički Kragujevac - Radnički Niš | - nessuna | - Lovćen - Sutjeska | - Rabotnički |

## Girone Ovest

### Profili
| Squadra               | Città      | Stadio                 | Stagione 1957-58 | Stagione 1957-58         |
| Squadra               | Città      | Stadio                 | Pos.             | Divisione                |
| --------------------- | ---------- | ---------------------- | ---------------- | ------------------------ |
| RNK Split             | Spalato    | Park skojevaca         | 11º              | Prva liga                |
| NK Zagreb             | Zagabria   | Stadion Zagreba        | 14º              | Prva liga                |
| Lokomotiva Zagabria   | Zagabria   | Stadio Maksimir        | 2º               | I Zona                   |
| Trešnjevka            | Zagabria   | Igralište Graba        | 3º               | I Zona                   |
| Šibenik               | Sebenico   | Stadion Šubićevac      | 5º               | I Zona                   |
| Odred                 | Lubiana    | Stadion Bežigrad       | 7º               | I Zona                   |
| Elektrostroj Zagabria | Zagabria   | ?                      | 8º               | I Zona                   |
| Sloboda Tuzla         | Tuzla      | Proleter Kreka stadion | 2º               | II Zona A                |
| Borac Banja Luka      | Banja Luka | Gradski stadion        | 4º               | II Zona A                |
| Proleter Osijek       | Osijek     | Igralište Kraj Drave   | 2º               | III Zona                 |
| Borovo                | Borovo     | Gradski stadion        | 7º               | III Zona                 |
| Rudar Kakanj          | Kakanj     | Stadion pod Vardom     | 1º               | Podsavezna liga Sarajevo |

### Classifica
|  | Pos. | Squadra               | Pt | G  | V  | N | P  | GF | GS | QR    |
|  | ---- | --------------------- | -- | -- | -- | - | -- | -- | -- | ----- |
|  | 1.   | Sloboda Tuzla         | 30 | 20 | 14 | 2 | 4  | 46 | 19 | 2,421 |
|  | 2.   | Lokomotiva Zagabria   | 25 | 20 | 11 | 3 | 6  | 43 | 30 | 1,433 |
|  | 3.   | RNK Spalato           | 25 | 20 | 11 | 3 | 6  | 47 | 32 | 1,468 |
|  | 4.   | Elektrostroj Zagabria | 22 | 20 | 7  | 8 | 5  | 32 | 31 | 1,032 |
|  | 5.   | Borac Banja Luka      | 21 | 20 | 8  | 5 | 7  | 41 | 30 | 1,366 |
|  | 6.   | Trešnjevka            | 21 | 20 | 9  | 3 | 8  | 34 | 29 | 1,172 |
|  | 7.   | NK Zagabria           | 18 | 20 | 7  | 4 | 9  | 33 | 45 | 0,733 |
|  | 8.   | Sebenico              | 18 | 20 | 6  | 6 | 8  | 27 | 34 | 0,794 |
|  | 9.   | Proleter Osijek       | 18 | 20 | 7  | 4 | 9  | 42 | 48 | 0,875 |
|  | 10.  | Odred                 | 11 | 20 | 4  | 3 | 13 | 23 | 42 | 0,547 |
|  | 11.  | Borovo                | 11 | 20 | 5  | 1 | 14 | 24 | 50 | 0,480 |
|  | 12.  | Rudar Kakanj          | -  | 3  | -  | - | -  | -  | -  | -     |

Legenda:

      Promossa in Prva Liga 1959-1960.

  Partecipa agli spareggi promozione/retrocessione.

      Retrocessa in terza divisione jugoslava 1959-1960.

      Esclusa dal campionato.
Note:

Due punti a vittoria, uno a pareggio, zero a sconfitta.
In caso di arrivo di due o più squadre a pari punti, la graduatoria viene stilata secondo il quoziente reti tra le squadre interessate.
Rudar Kakanj espulso dopo 3 turni per presunta combine della partita con la Neretva Metković nelle qualificazioni nella stagione precedente.

### Classifica marcatori
| Reti | Marcatore         | Squadra             |
| ---- | ----------------- | ------------------- |
| 19   | Marković Miroslav | Sloboda Tuzla       |
| 18   | Gulin             | RNK Spalato         |
| 16   | Kasumović         | Borac Banja Luka    |
| 11   | Radić             | Sloboda Tuzla       |
| 11   | Ivković           | Lokomotiva Zagabria |
| 11   | Horvatić          | Elektrostroj        |
| 8    | Jovanović         | Trešnjevka          |
| 8    | Ćuk               | NK Zagabria         |

## Girone Est

### Profili
| Squadra             | Città             | Stadio                    | Stagione 1957-58 | Stagione 1957-58 |
| Squadra             | Città             | Stadio                    | Pos.             | Divisione        |
| ------------------- | ----------------- | ------------------------- | ---------------- | ---------------- |
| Spartak Subotica    | Subotica          | Gradski stadion Subotica  | 12º              | Prva liga        |
| OFK Belgrado        | Belgrado          | Stadion Crvena zvezde     | 13º              | Prva liga        |
| Sutjeska            | Nikšić            | Stadion kraj Bistrice     | 1º               | II Zona B        |
| Lovćen              | Cettigne          | Stadion pod Orlovim kršem | 2º               | II Zona B        |
| Proleter Zrenjanin  | Zrenjanin         | Karađorđev Park Stadion   | 1º               | III Zona         |
| Radnički Sombor     | Sombor            | Gradski stadion           | 3º               | III Zona         |
| Novi Sad            | Novi Sad          | Stadion Detelinara        | 4º               | III Zona         |
| Srem                | Sremska Mitrovica | Stadion Promenada         | 5º               | III Zona         |
| Napredak Kruševac   | Kruševac          | Stadion Napretka          | 1º               | IV Zona          |
| Rabotnički          | Skopje            | Gradski stadion           | 2º               | IV Zona          |
| Radnički Niš        | Niš               | Stadion Čair              | 3º               | IV Zona          |
| Radnički Kragujevac | Kragujevac        | Stadion Čika Dača         | 6º               | IV Zona          |

### Classifica
|  | Pos. | Squadra             | Pt | G  | V  | N | P  | GF | GS | QR    |
|  | ---- | ------------------- | -- | -- | -- | - | -- | -- | -- | ----- |
|  | 1.   | OFK Belgrado        | 34 | 22 | 14 | 6 | 2  | 52 | 17 | 3,058 |
|  | 2.   | Spartak Subotica    | 29 | 22 | 13 | 3 | 6  | 46 | 30 | 1,533 |
|  | 3.   | Radnički Sombor     | 28 | 22 | 11 | 6 | 5  | 59 | 34 | 1,735 |
|  | 4.   | Novi Sad            | 24 | 22 | 10 | 4 | 8  | 55 | 36 | 1,527 |
|  | 5.   | Napredak Kruševac   | 23 | 22 | 8  | 7 | 7  | 35 | 39 | 0,897 |
|  | 6.   | Srem                | 22 | 22 | 8  | 6 | 8  | 40 | 48 | 0,833 |
|  | 7.   | Radnički Kragujevac | 22 | 22 | 9  | 4 | 9  | 32 | 42 | 0,809 |
|  | 8.   | Proleter Zrenjanin  | 21 | 22 | 9  | 3 | 10 | 39 | 34 | 1,147 |
|  | 9.   | Radnički Niš        | 20 | 22 | 8  | 4 | 10 | 48 | 36 | 1,333 |
|  | 10.  | Sutjeska            | 17 | 22 | 8  | 1 | 3  | 48 | 59 | 0,813 |
|  | 11.  | Rabotnički          | 15 | 22 | 7  | 1 | 14 | 30 | 59 | 0,508 |
|  | 12.  | Lovćen              | 9  | 22 | 4  | 1 | 17 | 20 | 61 | 0,327 |

Legenda:

      Promossa in Prva Liga 1959-1960.

  Partecipa agli spareggi promozione/retrocessione.

      Retrocessa in terza divisione jugoslava 1959-1960.

      Esclusa dal campionato.
Note:

Due punti a vittoria, uno a pareggio, zero a sconfitta.
In caso di arrivo di due o più squadre a pari punti, la graduatoria viene stilata secondo il quoziente reti tra le squadre interessate.

### Classifica marcatori
| Reti | Marcatore       | Squadra          |
| ---- | --------------- | ---------------- |
| 19   | Popović Radivoj | Radnički Sombor  |
| 18   | Pozder          | Radnički Sombor  |
| 17   | Josić           | OFK Belgrado     |
| 17   | Sovrović        | Radnički Niš     |
| 16   | Klipa           | Novi Sad         |
| 15   | Ognjanov        | Spartak Subotica |

## Qualificazioni per la Druga liga 1959-60
Le vincitrici dei gironi della terza divisione 1958-59 vengono divise in quattro gruppi per conquistare i quattro posti per la Druga Liga 1959-1960.
Primo gruppo Ovest
- Branik Maribor (1º in Slovenska liga)
- Tekstilac Zagreb (1º in Zagrebačka zona)
- Segesta Sisak (1º in Zona Karlovac−Sisak)
- Varteks Varaždin (1º in Zona Varaždin−Bjelovar)
- Uljanik Pula (1º in Zona Rijeka−Pula)

Secondo gruppo Ovest
- Jadran Kaštel Sućurac (1º in Dalmatinska zona)
- Šparta Beli Manastir (1º in Slavonska zona)
- Sloga Doboj (1º in I zona BiH)
- Igman Ilidža (1º in II zona BiH)
- Leotar Trbinje (1º in III zona BiH)

Primo gruppo Est
- Radnički Kikinda (1º in Vojvođanska liga)
- Rusanda Melenci (2º in Vojvođanska liga)
- Radnik Vrbas (3º in Vojvođanska liga)
- Mačva Šabac (1º in Posavsko–podunavska zona)
- Jedinstvo Zemun (1º in Zonska liga Beograd)

Secondo gruppo Est
- Sloboda Užice (1º in Kragujevačka zona)
- Železničar Niš (1º in Niška Zona)
- Priština (1º in Zonska liga AKMO)
- Pobeda Prilep (1º in Makedonska liga)
- Mladost Titograd (1º in Crnogorska liga)

### Ovest
```
PRIMO GRUPPO

Varteks Varaždin
      15 punti
[
5
]

Branik Maribor        11
Segesta Sisak         10
Tekstilac Zagreb       4
Uljanik Pula           0
```

```
SECONDO GRUPPO

Igman Ilidža
          12 punti
[
6
]

Šparta Beli Manastir   9
Jadran Kaštel Šućurac  8
Sloga Doboj            7
Leotar Trebinje        4
```

### Est
```
PRIMO GRUPPO

Mačva Šabac
           14 punti
[
7
]

Radnik Vrbas          11
Radnički Kikinda       6
Rusanda Melenci        5
Jedinstvo Zemun        4
```

```
SECONDO GRUPPO

Pobeda Prilep
          promosso
```